# Asystel Volley 2011-2012
Questa voce raccoglie le informazioni riguardanti l'Asystel Volley nelle competizioni ufficiali della stagione 2011-2012.

## Stagione

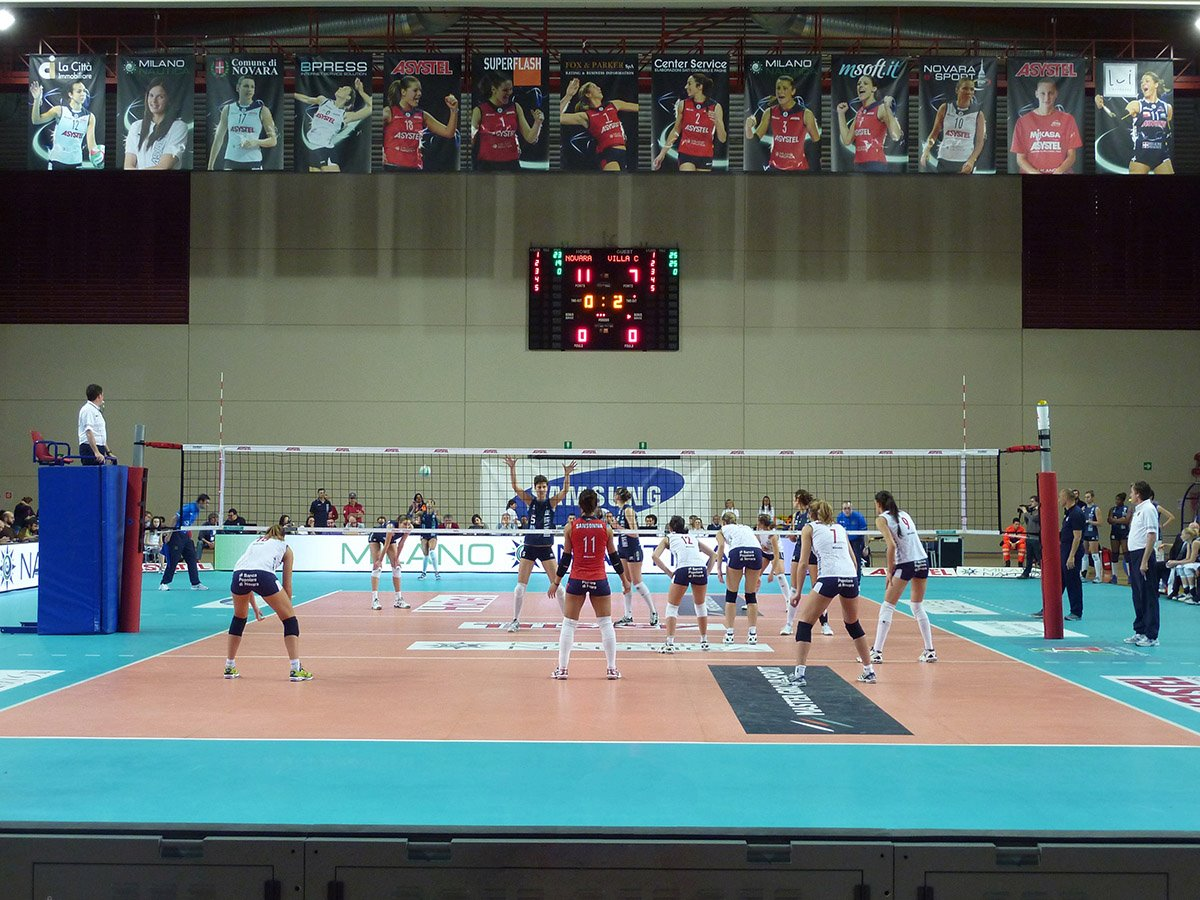
L'Asystel Volley durante una partita contro il GSO Villa Cortese

La stagione 2011-12 è per l'Asystel Volley di Novara la nona consecutiva in Serie A1: l'ossatura della squadra rimane alquanto invariata rispetto all'annata precedente, con l'inserimento al centro di Laura Frigo al posto di Lauren Paolini ed in attacco di Natalia Viganò e delle giovani Sanja Malagurski e Maria Nomikou: proprio queste due ultime giocatrici, insieme a Stefana Veljković, a causa della loro giovane età, sono state al centro di una diatriba tra società e Lega, la quale, pochi giorni prima del campionato ha vietato di schierare più di una giocatrice straniera minore di ventidue anni; il risultato è stato che sia Malagurski che Nomikou non hanno potuto giocare per l'intero campionato.
In campionato, per protesta, la squadra non disputa la prima giornata, perdendo a tavolino per 3-0, oltre a tre punti di penalizzazione; la prima vittoria arriva quindi alla seconda giornata contro il Chieri Volley, a cui seguono altri tre successi, fino alla settima giornata quando matura la prima sconfitta contro il Robur Tiboni Urbino Volley: a queste ne seguono altre due: il girone di andata vede l'Asystel posizionarsi al sesto posto in classifica, l'ultimo utile per qualificarsi alla Coppa Italia. Anche il girone di ritorno si apre con quattro successi consecutivi per poi proseguire in maniera altalenante: la regular season si conclude con l'ottavo posto in classifica e la qualificazione ai play-off scudetto; nei quarti di finale il club di Novara incontra la Futura Volley Busto Arsizio, la quale vince le due gare utili per passare il turno, estromettendo l'Asystel dalla corsa scudetto.
L'ottavo posto al termine del girone d'andata consente all'Asystel Volley di partecipare alla Coppa Italia: tuttavia le piemontesi vengono eliminate ai quarti di finale ad opera della FV Busto Arsizio.

## Organigramma societario
Area direttiva
- Presidente: Antonio Caserta

Area tecnica
- Allenatore: Giovanni Caprara
- Allenatore in seconda: Cristiano Camardese
- Scout man: Davide Fossale

Area comunicazione
- Ufficio stampa: Laura Venturini

Area sanitaria
- Medico: Paola Nanotti
- Preparatore atletico: Alessandro Orlando
- Fisioterapista: Edoardo Chimenti

## Rosa
| N° | Nome                | Ruolo | Data di nascita  | Nazionalità sportiva |
| -- | ------------------- | ----- | ---------------- | -------------------- |
| 1  | Laura Frigo         | C     | 26 ottobre 1990  | Italia               |
| 2  | Natalia Viganò      | S     | 24 novembre 1979 | Italia               |
| 3  | Marta Bechis        | P     | 4 settembre 1989 | Italia               |
| 4  | Maria Nomikou       | S/O   | 30 marzo 1993    | Grecia               |
| 7  | Cristina Barcellini | S     | 20 novembre 1986 | Italia               |
| 8  | Sanja Malagurski    | S/O   | 8 giugno 1990    | Serbia               |
| 9  | Stefana Veljković   | C     | 9 gennaio 1990   | Serbia               |
| 10 | Carolina Zardo      | L     | 16 novembre 1992 | Italia               |
| 11 | Stefania Sansonna   | L     | 1º novembre 1982 | Italia               |
| 12 | Letizia Camera      | P     | 1º ottobre 1992  | Italia               |
| 13 | Katarina Barun      | S/O   | 1º dicembre 1983 | Croazia              |
| 17 | Raphaela Folie      | C     | 7 marzo 1991     | Italia               |
| 18 | Dóra Horváth        | S     | 4 marzo 1988     | Ungheria             |

## Mercato
| Acquisti | Acquisti         | Acquisti         | Acquisti   |
| R.       | Nome             | da               | Modalità   |
| -------- | ---------------- | ---------------- | ---------- |
| C        | Laura Frigo      | Villanterio      | definitivo |
| S/O      | Sanja Malagurski | Stella Rossa     | definitivo |
| S/O      | Maria Nomikou    | Īraklīs Kīfisias | definitivo |
| S        | Natalia Viganò   | inattiva         | definitivo |

| Cessioni | Cessioni       | Cessioni | Cessioni   |
| R.       | Nome           | a        | Modalità   |
| -------- | -------------- | -------- | ---------- |
| S        | Gilda Lombardo | Busnago  | definitivo |
| S/O      | Ivana Nešović  | Soverato | definitivo |
| C        | Lauren Paolini | Crema    | definitivo |

## Risultati

### Serie A1

#### Girone di andata
| 1ª giornata - 9 ottobre 2011 Sporting Palace, Novara    | Asystel             | 0 - 3 | Universal Modena  | 0-25, 0-25, 0-25                  |
| 2ª giornata - 15 ottobre 2011 PalaRuffini, Torino       | Chieri              | 1 - 3 | Asystel           | 23-25, 22-25, 25-18, 18-25        |
| 4ª giornata - 30 ottobre 2011 Sporting Palace, Novara   | Asystel             | 3 - 2 | Pavia             | 25-21, 21-25, 25-20, 20-25, 15-13 |
| 5ª giornata - 22 novembre 2011 PalaNorda, Bergamo       | Bergamo             | 2 - 3 | Asystel           | 23-25, 25-22, 25-16, 17-25, 14-16 |
| 6ª giornata - 27 novembre 2011 Sporting Palace, Novara  | Asystel             | 3 - 0 | Robursport Pesaro | 25-23, 25-17, 26-24               |
| 7ª giornata - 4 dicembre 2011 PalaMondolce, Urbino      | Robur Tiboni Urbino | 3 - 0 | Asystel           | 32-30, 25-19, 25-23               |
| 8ª giornata - 11 dicembre 2011 Sporting Palace, Novara  | Asystel             | 0 - 3 | Busto Arsizio     | 21-25, 23-25, 25-27               |
| 9ª giornata - 18 dicembre 2011 PalaBorsani, Castellanza | Villa Cortese       | 0 - 3 | Asystel           | 23-25, 19-25, 20-25               |
| 10ª giornata - 26 dicembre 2011 Sporting Palace, Novara | Asystel             | 3 - 0 | Parma             | 25-19, 25-22, 25-23               |
| 11ª giornata - 29 dicembre 2011 PalaFranzanti, Piacenza | River               | 3 - 0 | Asystel           | 25-21, 25-13, 25-23               |

#### Girone di ritorno
| 12ª giornata - 6 gennaio 2012 PalaPanini, Modena           | Universal Modena  | 2 - 3 | Asystel             | 22-25, 25-19, 20-25, 25-20, 12-15 |
| 13ª giornata - 8 gennaio 2012 Sporting Palace, Novara      | Asystel           | 3 - 0 | Chieri              | 25-22, 25-19, 25-21               |
| 15ª giornata - 22 gennaio 2012 PalaRavizza, Pavia          | Pavia             | 0 - 3 | Asystel             | 17-25, 22-25, 12-25               |
| 16ª giornata - 5 febbraio 2012 Sporting Palace, Novara     | Asystel           | 3 - 2 | Bergamo             | 22-25, 25-13, 23-25, 25-21, 17-15 |
| 17ª giornata - 22 febbraio 2012 PalaCampanara, Pesaro      | Robursport Pesaro | 3 - 1 | Asystel             | 25-23, 25-18, 16-25, 34-32        |
| 18ª giornata - 18 febbraio 2012 Sporting Palace, Novara    | Asystel           | 3 - 0 | Robur Tiboni Urbino | 25-17, 25-22, 25-19               |
| 19ª giornata - 26 febbraio 2012 PalaYamamay, Busto Arsizio | Busto Arsizio     | 3 - 0 | Asystel             | 25-23, 25-13, 25-21               |
| 20ª giornata - 4 marzo 2012 Sporting Palace, Novara        | Asystel           | 1 - 3 | Villa Cortese       | 23-25, 19-25, 25-16, 17-25        |
| 21ª giornata - 7 marzo 2012 PalaRaschi, Parma              | Parma             | 0 - 3 | Asystel             | 22-25, 9-25, 23-25                |
| 22ª giornata - 11 marzo 2012 Sporting Palace, Novara       | Asystel           | 1 - 3 | River               | 23-25, 23-25, 25-21, 11-25        |

#### Play-off scudetto
| Quarti di finale (gara 1) - 15 marzo 2012 PalaYamamay, Busto Arsizio | Busto Arsizio | 3 - 1 | Asystel       | 29-31, 25-18, 25-17, 25-19 |
| Quarti di finale (gara 2) - 19 marzo 2012 Sporting Palace, Novara    | Asystel       | 0 - 3 | Busto Arsizio | 21-25, 21-25, 18-25        |

### Coppa Italia

#### Fase ad eliminazione diretta
| Quarti di finale - 24 gennaio 2012 PalaYamamay, Busto Arsizio | Busto Arsizio | 3 - 0 | Asystel | 25-23, 25-22, 25-22 |

## Statistiche

### Statistiche di squadra
| Competizione | Punti | In casa | In casa | In casa | In trasferta | In trasferta | In trasferta | Totale | Totale | Totale |
| Competizione | Punti | G       | V       | P       | G            | V            | P            | G      | V      | P      |
| ------------ | ----- | ------- | ------- | ------- | ------------ | ------------ | ------------ | ------ | ------ | ------ |
| Serie A1     | 29    | 11      | 6       | 5       | 11           | 6            | 5            | 22     | 12     | 10     |
| Coppa Italia | -     | -       | -       | -       | 1            | 0            | 1            | 1      | 0      | 1      |
| Totale       | -     | 11      | 6       | 5       | 12           | 6            | 6            | 23     | 12     | 11     |

G = partite giocate; V = partite vinte; P = partite perse

### Statistiche dei giocatori
| Giocatore     | Serie A1 | Serie A1 | Serie A1 | Serie A1 | Serie A1 | Coppa Italia | Coppa Italia | Coppa Italia | Coppa Italia | Coppa Italia | Totale | Totale | Totale | Totale | Totale |
| Giocatore     | P        | PT       | AV       | MV       | BV       | P            | PT           | AV           | MV           | BV           | P      | PT     | AV     | MV     | BV     |
| ------------- | -------- | -------- | -------- | -------- | -------- | ------------ | ------------ | ------------ | ------------ | ------------ | ------ | ------ | ------ | ------ | ------ |
| C. Barcellini | 20       | 183      | 159      | 21       | 3        | 1            | 7            | 6            | 1            | 0            | 21     | 190    | 165    | 22     | 3      |
| K. Barun      | 19       | 209      | 173      | 23       | 13       | 1            | 11           | 8            | 2            | 1            | 20     | 220    | 181    | 25     | 14     |
| M. Bechis     | 16       | 15       | 5        | 5        | 5        | 1            | 1            | 0            | 1            | 0            | 17     | 16     | 5      | 6      | 5      |
| L. Camera     | 20       | 15       | 8        | 5        | 2        | 1            | 0            | 0            | 0            | 0            | 21     | 15     | 8      | 5      | 2      |
| R. Folie      | 20       | 103      | 70       | 32       | 1        | 1            | 2            | 1            | 0            | 1            | 21     | 105    | 71     | 32     | 2      |
| L. Frigo      | 21       | 131      | 96       | 29       | 6        | 1            | 3            | 3            | 0            | 0            | 21     | 134    | 99     | 29     | 6      |
| D. Horváth    | 21       | 329      | 276      | 20       | 33       | 1            | 16           | 16           | 0            | 0            | 22     | 345    | 292    | 20     | 33     |
| S. Malagurski | -        | -        | -        | -        | -        | -            | -            | -            | -            | -            | -      | -      | -      | -      | -      |
| M. Nomikou    | -        | -        | -        | -        | -        | -            | -            | -            | -            | -            | -      | -      | -      | -      | -      |
| S. Sansonna   | 21       | 2        | 1        | -        | 1        | 1            | -            | -            | -            | -            | 22     | 2      | 1      | -      | 1      |
| S. Veljković  | 15       | 116      | 90       | 21       | 5        | 1            | 7            | 7            | 0            | 0            | 16     | 123    | 97     | 21     | 5      |
| N. Viganò     | 12       | 139      | 120      | 13       | 6        | 1            | 3            | 3            | 0            | 0            | 13     | 142    | 123    | 13     | 6      |
| C. Zardo      | 12       | -        | -        | -        | -        | 0            | -            | -            | -            | -            | 12     | -      | -      | -      | -      |

P = presenze; PT = punti totali; AV = attacchi vincenti; MV = muri vincenti; BV = battute vincenti